# Hylka Maria
Hylka Maria Ribeiro (Niterói, Río de Janeiro, 10 de mayo de 1985) es una actriz y presentadora brasileña.

## Carrera
Su debut en la televisión, aun siendo niña, fue en el año 1996, en la telenovela El Campeón, en la Band, dirigida por Marcos Schechtman. Al año siguiente dio vida al personaje Bia, en la pieza Antes de ir al Baile, de Wladimir Capella. Su estreno en el cine ocurrió en el año 2002, en la película 1972, con dirección de José Emílio Rondeau. En 2010 se mudó a México para estudiar artes ecénicas. Durante este tiempo hizo sólo participaciones especiales durante el periodo en que estuvo en el país. En 2016 volvió a vivir a Brasil cuando pasó en las pruebas para la telenovela Los Diez Mandamentos, de la RecordTV, interpretando a la princesa Aviva. Este año también presentó el programa Curtindo el Río en la Sony Brasil.
En 2017 integró el elenco de La fuerza del querer como Alessia, esposa del traficante Sabiá, interpretado por Jonathan Azevedo. Originalmente el personaje sería sólo una participación de cuatro episodios, pero, debido al éxito del personaje de Jonathan, acabó haciéndose fija en la trama junto con todo el núcleo representado en la historia. En 2018 participa del talent show de baile Dancing Brasil. 
En 2019 interpretó a la antagonista Getúlia en  Jezabel. En 2020 formó parte del elenco de la serie de televisión juvenil Bia (serie de televisión), en el papel del personaje secundario "Alana".

## Filmografía

### Televisión
| Año     | Título                             | Personaje       | Nota                               |
| ------- | ---------------------------------- | --------------- | ---------------------------------- |
| 1996    | El Campeón                         | Cássia          |                                    |
| 1998–01 | CyberKids                          | Presentadora    |                                    |
| 2001    | Amor y Odio                        | Célia           |                                    |
| 2003    | Mujeres Enamoradas                 | Cleide          | Episodios: "17–19 de febrero"      |
| 2004    | Sus Ojos                           | Lena            | Episodios: "18–20 de diciembre"    |
| 2005    | Casa de campo del Picapau Amarillo | Miss Sardine    | Temporada 5                        |
| 2007    | Páginas de la Vida                 | Odete           | Episodios: "3 de enero–2 de marzo" |
| 2007    | Amigas & Rivales                   | Ángela Moraes   |                                    |
| 2009    | Vivir la Vida                      | Chica           | Episodios: "19–28 de febrero"      |
| 2010    | Una Rosa con Amor                  | Luizinha        | Episodio: "27 de marzo"            |
| 2011    | Insensato Corazón                  | Michelle        | Episodios: "8–12 de abril"         |
| 2011    | Fuerza-Tarea                       | Jéssica         | Episodio: "El Río es una Fiesta"   |
| 2014    | El Cazador                         | Vanessa         | Episodio: "16 de mayo"             |
| 2015    | Verdades Secretas                  | Beth            | Episodio: "20 de septiembre"       |
| 2016    | Los Diez Mandamentos               | Princesa Aviva  | Temporada 2                        |
| 2016    | Curtindo el Río                    | Presentadora    |                                    |
| 2017    | La Fuerza del Querer               | Alessia Silvino |                                    |
| 2018    | Dancing Brasil                     | Participante    | Temporada 3                        |
| 2019    | Jezabel                            | Getúlia         |                                    |
| 2020    | BIA                                | Alana           | Temporada 2                        |
| 2021    | Génesis                            | Agar            | Fase 5: Abraham                    |
| 2022    | Reyes                              | Kayla           | Fase: La Ingratitud                |

### Cine
| Año  | Título          | Personaje |
| ---- | --------------- | --------- |
| 2002 | 1972            | Simone    |
| 2003 | Bale Perdida    | Érika     |
| 2004 | Ángeles del Sol | Fátima    |
| 2011 | El Libro        | Amélia    |

## Teatro
- 1997 - Antes de ir al baile - Bia
- 2010 - Pedazos de Mí